# Old Road Town
Old Road Town ist ein Ort (town) an der Westküste von Saint Kitts in Saint Kitts und Nevis. Der Ort liegt im Gebiet des Parish Saint Thomas Middle Island und grenzt im Osten an den Ort Middle Island.

## Geographie
Old Road liegt an der Südküste von St. Kitts an Old Road Ray und Wingfield Wiver. Es gibt einen Bootsanleger, die Tyrell Williams Primary School, die Verchild  High School mit einem Sportgelände, sowie die katholische St. Joseph's Church.
Haupterwerbszweige sind Tourismus, Fischerei und Landwirtschaft. Eine Fischereifabrik vor Ort wurde von der Republik China gebaut. Nördlich des Ortes erstreckt sich der Central Forest Reserve National Park.

## Geschichte
Außerhalb des Ortes findet man einige Petroglyphen der Kariben, die ursprünglich ansässig waren. Auch der Häuptling Ouboutou Tegremante der Kallinago hatte nördlich des Ortes sein Hauptdorf.
Am 28. Januar 1624 langte der Entdecker Thomas Warner mit seiner Frau Rebecca, seinem Sohn Edward und weiteren Engländern an. Die Siedler schlossen zunächst Frieden mit den Einheimischen, verübten aber später ein Massaker an den Einheimischen.
Thomas Warner pflanzte hauptsächlich Tabak auf der Insel an und die Kolonie wuchs. Bis 1727 entwickelte sich Basseterre zur Hauptstadt nach der Vertreibung der französischen Siedler 1713.

## Sport
Die St. Thomas/Trinity Strikers, eine Football-Mannschaft in der Saint Kitts Premier Division (SKNFA Digicel Premier League), haben ihren Mannschaftsschwerpunkt in Old Road und dem benachbarten Trinity.

## Persönlichkeiten
- Gerard Williams (* 1988), Fußballspieler
- Javeim Blanchette (* 1991), Fußballspieler